# Дайраго
Дайраго (итал. Dairago) — коммуна в Италии, в провинции Милан области Ломбардия.
Население составляет 4584 человека (на 2001 г.), плотность населения составляет 915 чел./км². Занимает площадь 5,63 км². Почтовый индекс — 20020. Телефонный код — 0331.
Покровителем коммуны почитается святой Генезий Арльский, празднование 25 августа.